# 章胺
章胺（或稱章魚胺，真蛸胺）是一种与去甲肾上腺素相关的内源生物胺，见于多种动物组织中，是某些无脊椎动物的主要神经递质。生物内D-(−)-章胺是由酪胺在多巴胺β-羟化酶催化下羟基化而得的。